# Íñigo Eguaras Álvarez
Íñigo Eguaras Álvarez (Antsoain -Navarra-, 1992) és un futbolista navarrès que juga com a migcampista.
Format al Bilbao Athlétic, va debutar a tercera divisió amb el Baskonia. El 2 de juliol de 2014 va ser presentat com a nou jugador del CE Sabadell, fitxat per 2 temporades, procedent del Bilbao Athletic, on havia jugat durant 3 temporades.